# 1844年コーンウォール公領法
1844年コーンウォール公領法（英語: The Duchy of Cornwall Act 1844、7 & 8 Vict c 65）は、イギリスの議会制定法。女王ヴィクトリア王配アルバート公主導のもと検討・提出され、本法によってコーンウォール公領における旧弊な慣習や土地所有形態が廃止された。

## 概要

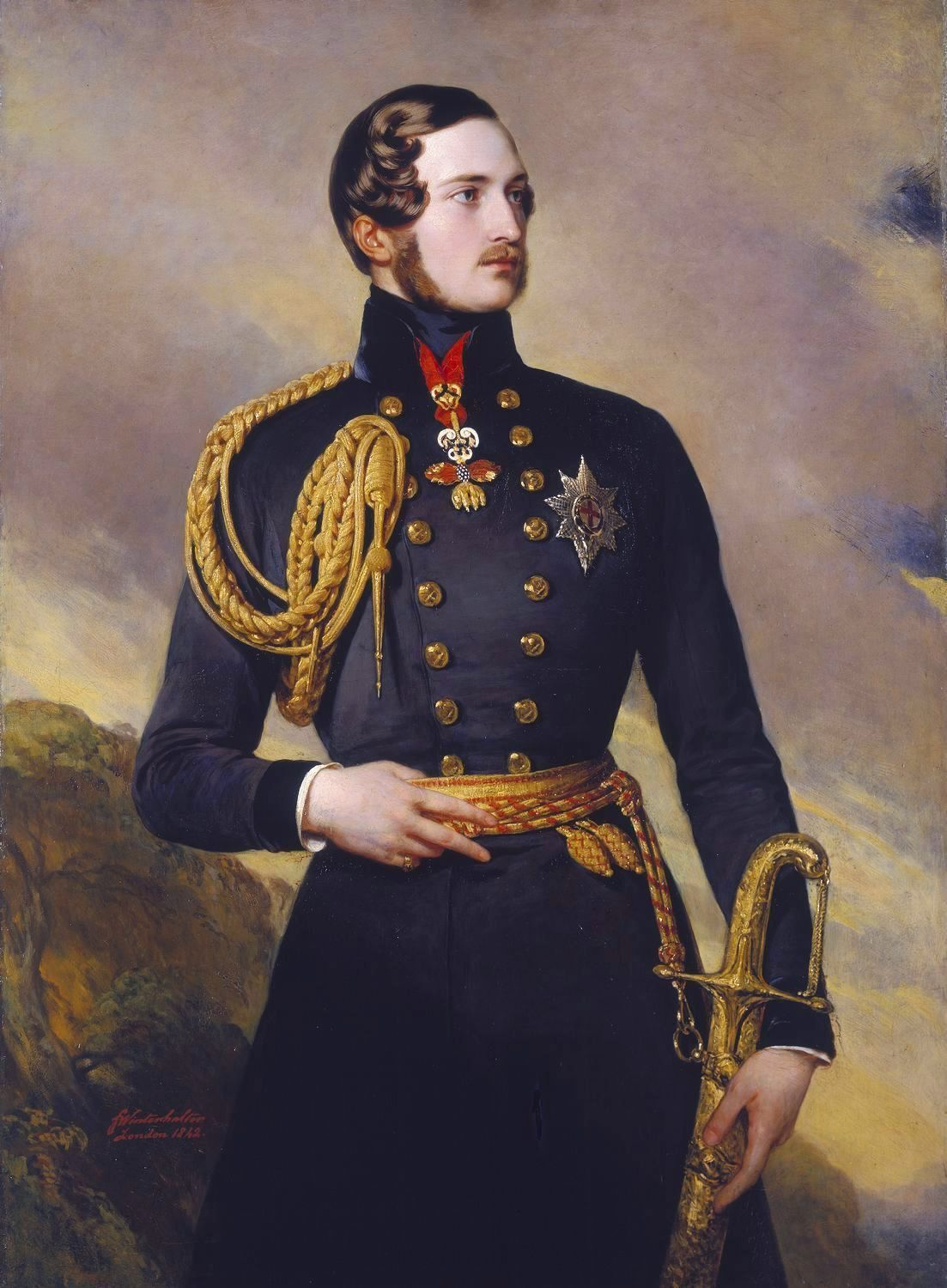
公領改革に邁進したアルバート公

コーンウォール公領は英国に二つ存在する王室公領の一つである。公領は国王エドワード3世によって1337年に創設された。ヘンリー7世以降は君主の長男が公領の相続人になる慣習が始まった。17世紀には皇太子チャールズも積極的な公領経営を求めて法制定のロビー活動を行うなど、長らく王室によって積極的な統治がなされてきた。
しかし時代が下るにつれて、公領内の不要な官職の増加、領主自身すら従わざるを得ない前時代的な慣習・土地所有形態によってその経営は停滞していた。そこで、女王ヴィクトリアの王配アルバート公は皇太子（エドワード7世）誕生を機に首相ピールと相談を行うなど、円滑な公領経営を模索するようになった。これを契機として、アルバートは公領法務総裁トマス・ペンバートン、森林長官リンカン伯爵とともに公領改革法案の作成に取り組んだ。法案完成後は枢密院議長ウォーンクリフ卿の根回しの下、アルバートと政府はコーンウォール州の地主との間に会合を開いて法案の説明を行っている。そのため法案は1844年6月に「コーンウォール公領に関わる二法案(Duchy of Cornwall Assessionable Manors Bill & Duchy of Cornwall Lands Bill)」として庶民院提出後、ほとんど議論されることなく8月中に両法案とも女王裁可を受けて成立した。
本法の施行によって、コーンウォール公領における免役地代(Quit Rents) や慣習的地代(Customary Rents) を含む旧慣習が廃止された。また、土地所有形態も旧弊な謄本保有権から自由保有権(Freehold) へと改められた。さらに、コーンウォールにおける鉱山採掘権も公領に帰属するとされた。
アルバート公は本法制定後も積極的な公領経営を行って、収益を飛躍的に向上させることとなる。